# انتفاضة (فلم)
انتفاضة (بالإنجليزية: Uprising)، مسلسل قصير من نوع الدراما والحرب، صدر عام 2001. من إخراج جون أفنيت وكتابة بول بريكمان. صُور الفيلم في أماكن متعددة، من ضمنها: براتيسلافا، إنسبروك. ويتحدث الفيلم عن انتفاضة غيتو وارسو التي قام بها اليهود البولنديين ضد القوات الألمانية عام 1943.

## القصة
حدثت في العاصمة البولندية وارسو عام 1939م، وذلك بعد دخول القوات الألمانية، وسقوط جمهورية بولندا، عانى يهود البولنديون من سوء المعاملة (حسب وصف الفيلم)، ويقوم بعض الجماعات اليهودية المقاتلة الانتقام من النازيين.

## وصلات خارجية
- مقالات تستعمل روابط فنية بلا صلة مع ويكي بيانات